# Кутозубі тритони
Кутозубі тритони (Hynobiidae) — родина земноводних з підряду Cryptobranchoidea ряду Хвостаті земноводні. Має 9 родів та 58 видів. Інша назва «азійські саламандри».

## Опис
Загальна довжина цих земноводних досягає 20—25 см. Шкіра гладенька. З боків тулуба присутні численні поперечні борозенки, що розділяють його на зовнішні сегменти. У деяких представників легені зредуковані частково або повністю. На задніх кінцівках по 4—5 пальців. Підошви лапок можуть бути ороговілими, а пальці у низці видів наділені кігтиками. На задніх конечностях по 4 пальця. Хвіст сплощений з боків. Піднебінні зуби мають V-подібну форму (звідси і назва тварини «кутозуб»).
Представники цієї родини забарвлені у сірий, коричневий або чорний кольори різних відтінків.

## Спосіб життя
Ведуть наземний спосіб життя. Полюбляють вологі місцини. Доволі часто зустрічаються у горах. Харчуються дрібними безхребетними.
Спарювання та відкладання яєць відбувається у воді. Яйця (ікринки) відкладаються у вигляді желеподібних ікряних мішків. У деяких видів Японії і Китаю відомі випадки неотенії.

## Розповсюдження
Ареал простягається від Ірану через Афганістан, Туркменістан, Східний Сибір до Китаю, Кореї, Японії і до Камчатки. 

## Роди
- Batrachuperus
- Hynobius
- Liua
- Onychodactylus
- Pachyhynobius
- Paradactylodon
- Pseudohynobius
- Ranodon
- Salamandrella